# Israel ved vinter-OL 2022
Israels deltagelse ved vinter-OL 2022 i Beijing, Kina i perioden 4. – 20. februar 2022.

## Deltagere
Følgende er listen over disciplinerne, som repræsenterede deltagere optræder i.
| Sport                  | Mænd | Kvinder | Total |
| ---------------------- | ---- | ------- | ----- |
| Alpint skiløb          | 1    | 1       | 2     |
| Kunstskøjteløb         | 2    | 1       | 3     |
| Kortbaneløb på skøjter | 1    | 0       | 1     |
| Total                  | 4    | 2       | 6     |

## Medaljer
| 2022 Beijing | Guld | Sølv | Bronze | Total |
| Israel       | -    | -    | -      | -     |

### Medaljevindere
| Israel under vinter-OL 2022 i Beijing | Israel under vinter-OL 2022 i Beijing | Israel under vinter-OL 2022 i Beijing | Israel under vinter-OL 2022 i Beijing | Israel under vinter-OL 2022 i Beijing |
| Medalje                               | Navn                                  | Sport                                 | Event                                 | Dato                                  |
| ------------------------------------- | ------------------------------------- | ------------------------------------- | ------------------------------------- | ------------------------------------- |
| Guld                                  | -                                     | -                                     | -                                     | -                                     |
| Sølv                                  | -                                     | -                                     | -                                     | -                                     |
| Bronze                                | -                                     | -                                     | -                                     | -                                     |